# Wilhelmina Bonde
Wilhelmina "Mina" Sofia Charlotta Bonde, född Lewenhaupt den 10 juli 1817, död 10 juli 1899, var en svensk grevinna och hovfunktionär. Hon var överhovmästarinna 1860–1869. Hon kallades ibland för "grevinnan Minchen".

## Biografi
Mina Bonde var dotter till överstekammarjunkaren greve Claes Casimir Lewenhaupt och Wilhemina Kristina Beck-Friis. Hon blev 1844 hovfröken hos den svenska drottningen Josefina av Leuchtenberg vid sidan av Charlotte Sköldenbrand, Charlotte Mörner och Sigrid Sparre. Hon gifte sig 1846 med överceremonimästaren friherre Carl Jedvard Bonde och bodde då i Bondeska palatset, Rosenbad om vintern och på Eriksbergs slott om sommaren.
1860 utnämndes hon till överhovmästarinna vid hovet. Hon tackade motvilligt ja på grund av sin personliga vänskap med Lovisa, trots att hon egentligen föredrog sin privata tillvaro, på villkoret att hon fick delegera ansvaret på någon av statsfruarna när helst hon kände att tjänstgöring skulle inkräkta på hennes privatliv som "husmor, maka och mor": hon tjänstgjorde vanligen endast vid audienser, presentationer och större högtider och slapp även att bo på slottet.
Som överhovmästarinna hade Bonde ett gott samarbete med drottning Lovisa, särskilt om moralfrågor: det var hennes uppgift att övervaka hovdamerna, och hon ska vid flera tillfällen ha tillrättavisat hovdamer som väckt Lovisas svartsjuka ifråga om Karl XV. Vid ett tillfälle skrev Lovisa bland annat till henne: "... tack för dina förmaningar till Fröknarna, det gjorde gott. Somliga är rädda för dig, och det är mycket lyckligt, jag hoppas att det ska fortfara så. Jag behöfver ej säga vem det egentligen gäller". Lovisa, liksom hennes svärmor Josefina, hade under denna tid också den informella preferensen att en hovdam skulle vara oattraktiv om möjligt, med hänsyn till Karl XV:s benägenhet att vara otrogen, en metod gjorde att hovdamerna vid denna tid sällan ansågs vara vackra och som ska ha fått en gästande egyptisk prins att säga att Carl XV "måste hafva köpt sitt harem för ett billigt pris".
Mina Bonde upprätthöll sträng disciplin och kunde tillrättavisa inte endast hovdamer utan också medlemmar av kungafamiljen i etikettsfrågor, och hon tvingade till exempel hovfröknarna att stå under alla evenemang. Enligt Fritz von Dardel ogillade Karl XV och drottning Lovisa hennes otidsenliga principer om etikett.   Då hon begärde avsked bedömde von Dardel att hennes begäran välkomnades av kungaparet: "Deras Majestäter komma antagligen att ej allt för mycket sörja häröfver, ty de hafva aldrig gillat hennes föråldrade idéer i fråga om allt, som rör etiketten".  Bonde själv ska ha sagt att kungen inte tyckte om henne, eftersom hon »kom på honom flera gånger, då han stod bakom dörrarna och kysste fröken Koskull».  Vilken "fröken Koskull" det var är inte känt eftersom det vid samma tid fanns flera, men det var möjligen Anna Koskull som av Fritz von Dardel beskrivs som en »vacker blondin med eld i blicken, samt mycket intagande». 
Hennes avgång beklagades av den konservativa falangen inom hovet och hälsades välkommen av den reformvänliga. Några år efter hennes avgång, 1872, fick icke adliga kvinnor för första gången presenteras vid hovet, och vid Oscar II:s trontillträde reducerades hovet. Så sent som under 1890-talet användes dock "Grefvinnan Bondes anteckningsbok" som vägledning av hovdamer vid det svenska hovet.
Bonde beskrivs som en prydnad för sällskapslivet, med ett elegant och förbindligt uppträdande och en bibehållen skönhet långt upp i åldern. Hon ska ha känt stor lojalitet mot kungaparet och ägnat sig åt välgörenhet på sin makes gods. Prinsessan Lovisa ska ha känt vänskap för henne och ofta hälsat på henne under sina besök i Sverige. Hon blev änka 1895 och bodde de sista åren på Gustavsviks herrgård.